# Fernando Cavenaghi
Fernando Ezequiel Cavenaghi (født 21. september 1983 i O'Brien, Argentina) er en argentinsk tidligere fodboldspiller. Han spillede i løbet af sin karriere blandt andet for russiske Spartak Moskva, Pachuca i sit hjemland, spanske Villarreal og på leje hos RCD Mallorca i Spanien.

## Landshold
Cavenaghi nåede gennem karrieren fire kampe for Argentinas landshold, som han debuterede for den 26. marts 2008 i en venskabskamp mod Egypten.